# L.V. (zanger)
Larry Sanders, beter bekend onder zijn artiestennaam L.V. (wat staat voor "Large Variety") (Los Angeles, 2 december 1960), is een Amerikaans r&b-zanger. Hij is vooral bekend van zijn samenwerking met rapper Coolio op diens single "Gangsta's Paradise". Daarnaast is hij sinds de oprichting in 1991 lid van de gangstarapgroep South Central Cartel.

## Carrière
De vader van L.V. zong iedere ochtend mee met de gospelmuziek op de radio. Hierdoor raakte L.V. geïnspireerd om in de muziekbusiness te gaan. Op de middelbare school won hij een talentenjacht, waar hij Concentrate on You van de band L.T.D. zong. Vervolgens ging hij deel uitmaken van het koor van het Los Angeles Trade–Technical College. Later stapte hij over naar het Los Angeles Southwest College. Hier trad hij ook op in een aantal musicals. Daarnaast zong hij bij de lokale rapgroep South Central Cartel.
In 1995 zong L.V. het refrein in van Gangsta's Paradise van rapper Coolio, wat hem een wereldwijde nummer 1-hit opleverde. Als gevolg van dit succes kreeg hij een platencontract aangeboden door Tommy Boy Records. In 1996 verscheen op dit label zijn debuutalbum I Am L.V.. Het album bracht twee hits voort, waarvan Throw Your Hands Up, een samenwerking met rapper Treach van de groep Naughty by Nature, de grootste was met een 63e plaats in de Verenigde Staten. Daarnaast staat er een soloversie van Gangsta's Paradise op het album.
In 2000 was L.V. overgestapt naar het platenlabel Loud Records, waarop zijn album How Long werd uitgebracht. Op dit album zijn bijdragen van Raekwon en Shari Watson te horen. In 2002 en 2008 bracht hij twee samenwerkingsalbums uit met rapper Prodeje, eveneens lid van South Central Cartel, onder de titels The Playground en Hood Affiliated. In 2006 bereikte de single Someone Else, in samenwerking met Fresh Game en Cokni O'Dire de Nederlandse Single Top 100 met een 91e plaats als hoogste notering. Datzelfde jaar werkte hij opnieuw samen met Coolio op het nummer One More Night van diens album The Return of the Gangsta. Sindsdien heeft L.V. nog drie solo-albums uitgebracht; Hustla 4 Life in 2010, Still L.V. in 2012 en The Art of Making Love in 2017, maar deze bereikten geen hitlijsten.

## Discografie

### Singles
| Single met eventuele hitnotering(en) in de Nederlandse Top 40 | Datum van verschijnen | Datum van binnenkomst | Hoogste positie | Aantal weken | Opmerkingen                                                |
| ------------------------------------------------------------- | --------------------- | --------------------- | --------------- | ------------ | ---------------------------------------------------------- |
| Gangsta's Paradise                                            | 20-09-1995            | 21-10-1995            | 1(5wk)          | 19           | met Coolio Nr. 1 in de Single Top 100                      |
| Someone Else                                                  | 2006                  | -                     | -               | -            | met Fresh Game en Cokni O'Dire Nr. 91 in de Single Top 100 |

| Single met hitnotering(en) in de Vlaamse Ultratop 50 | Datum van verschijnen | Datum van binnenkomst | Hoogste positie | Aantal weken | Opmerkingen                    |
| ---------------------------------------------------- | --------------------- | --------------------- | --------------- | ------------ | ------------------------------ |
| Gangsta's Paradise                                   | 20-09-1995            | 28-10-1995            | 1(4wk)          | 28           | met Coolio                     |
| Someone Else                                         | 2006                  | 08-07-2006            | tip10           | -            | met Fresh Game en Cokni O'Dire |

### NPO Radio 2 Top 2000
| Nummer met noteringen in de NPO Radio 2 Top 2000 | '14  | '15  | '16  | '17  | '18 | '19 | '20 | '21 | '22 | '23 | '24 |
| ------------------------------------------------ | ---- | ---- | ---- | ---- | --- | --- | --- | --- | --- | --- | --- |
| Gangsta's Paradise (met Coolio)                  | 1467 | 1121 | 1302 | 1281 | 845 | 963 | 830 | 629 | 271 | 401 | 464 |

1. ↑  Een vetgedrukt getal geeft de hoogste notering aan.
2. ↑  2014 was het eerste jaar met een notering voor dit nummer.

- Bibliothèque nationale de France: cb14195330q (data)
- International Standard Name Identifier: 0000 0000 5644 0380
- Library of Congress Control Number: n96073482
- MusicBrainz: 773c48db-eb0c-491f-9a36-633d72dcee8d
- Virtual International Authority File: 79895174
- WorldCat: E39PBJc3DJJHhVk8KCH6mHgdwC